# Уж (притока Лаборцю)
Уж (угор. Ung, словац. Uh)  — річка на Закарпатті (в межах Ужгородського району) та у східній Словаччині. Ліва притока Лаборцю (басейн Дунаю).

## Опис

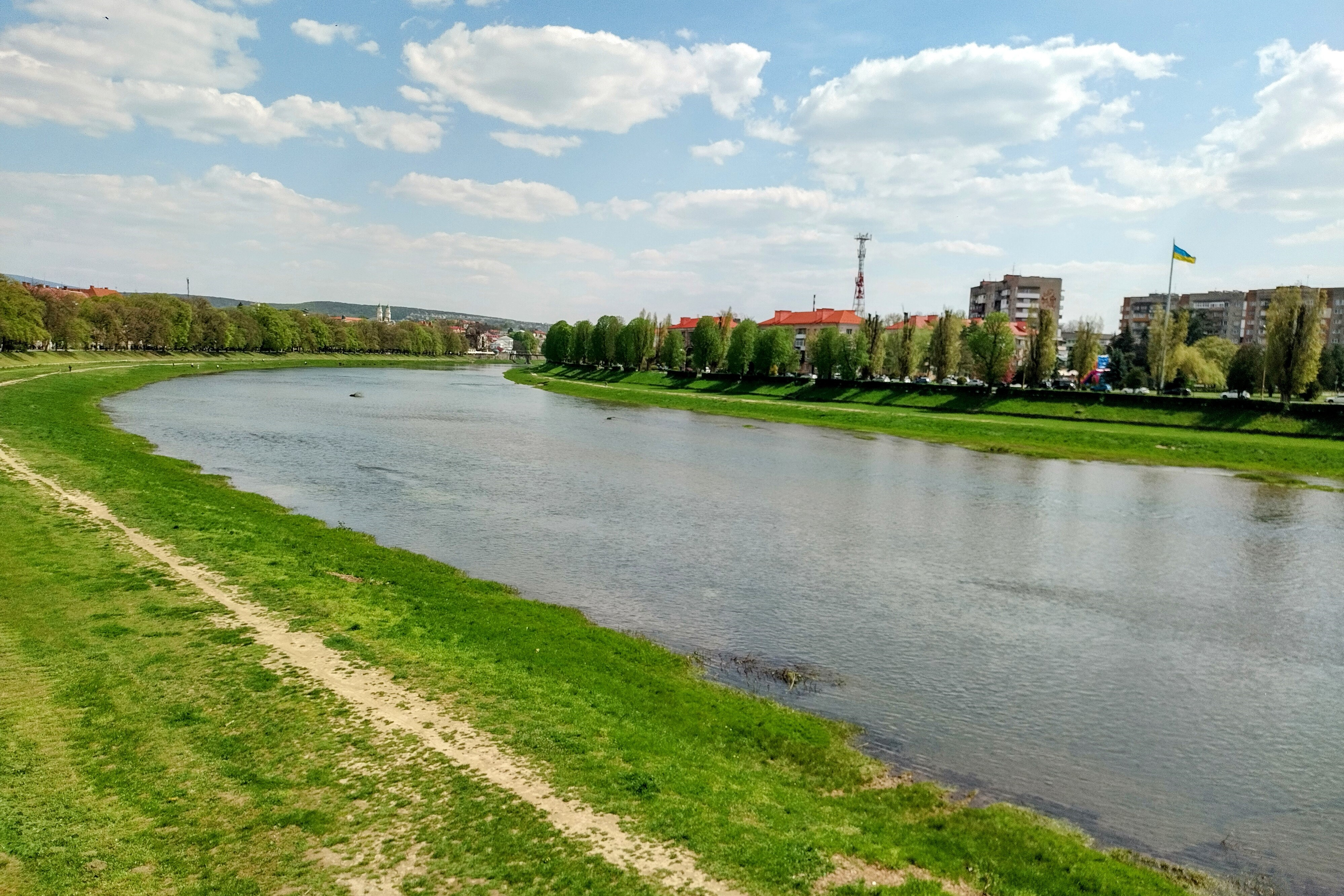
Краєвид на річку Уж з мосту Томаша Масарика в Ужгороді

Довжина 133 км, площа басейну 2 750 км² (в межах України 107 км і 1950 км²). Ширина долини зростає від 15 м (у верхів'ї) до 100—300 м, у пониззі сягає 2—2,5 км. Заплава переривиста, часто асиметрична, завширшки 50—500 м, у нижній течії до 1 км. Річище звивисте, помірно розгалужене, у верхній та середній течії порожисте, є невисокі водоспади, багато островів. Ширина річки переважно 15—30 м, біля Ужгорода до 135 м. Похил річки 7,2 м/км. Пересічна витрата води 29 м³/с. Береги круті, заввишки 1—2 м, іноді до 6—8 м, дно у верхній течії кам'янисте, а в місті і нижче побіля берегів — замулене. Живлення переважно снігове. Використовується для водопостачання і як джерело гідроенергії (гідростанції: Ужгородська і Оноківська).

## Розташування
Річка Уж бере початок у горах на північному заході Закарпаття, на південних схилах Верховинського Вододільного хребта, неподалік від Ужоцького перевалу. Там на висоті 970 м два потічки Уж та Ужок зливаються в єдину річку, яка спочатку тече в широкій міжгірній улоговині, потім обгинає західні схили Полонинського хребта, перетинає Вулканічний хребет і біля міста Ужгорода виходить на рівнинну територію. Впадає в річку Лаборець на території Словаччини біля Драгньова. У верхній і середній течії має гірський характер, нижче Ужгорода на Потиській низовині — рівнинний.

## Найбільші притоки
Праві: Уг, Стричавка, Уличка, Убля, Кам'яниця, Дверницький, Домарач, Вульшава, Сирий Потік, Гачаник, Чєрна Вода.
Ліві: Безіменна, Великий, Люта, Тур'я, Сімони.

## Етимологія
Думки вчених розходяться з приводу походження назви річки. Одні вважають, що вона отримала свою назву від однойменної змії — вужа, яких вдосталь водиться в долині річки. Інші дослідники вважають, що її назва немає ніякого відношення до однойменної змії, до речі на території Словаччини річка носить назву «Уг». Лінгвісти доводять, що оскільки територія краю певний час знаходилась під впливом болгар, то назва річки походить від слів болг. уголь (вугілля) або «угол» (кут), або «узок» — вузький, мається на увазі вузька долина річки. Також існує думка про походження назви від тюркських слів «унг», «онг», що перекладаються як «правий», або від слова «уз» — вода.

## Історія
Над річкою стоїть напівзруйнований Невицький замок.
З 1923 року почались планові роботи по регулюванню течії річки Уж в межах міста Ужгорода, і це дало можливість вивільнити на правобережжі значні площі заболочених земель під забудову для нових кварталів. Від головної річки відходив рукав — Малий Уж, який протікав через центр Ужгорода в районі вулиць Підградської та Фединця і впадав до Ужа біля сучасного скверу Лаборця. У 1936 році Малий Уж було засипано.

## Населені пункти
Над Ужем розташоване місто Ужгород. Вище за течією місто Перечин і смт Великий Березний.

## Цікавий факт
- Відповідно Каталогу річок України річка Уж бере початок на південно-східній околиці Стужиці в результаті злиття двох річок: Уга лівого (25 км) і Уга правого (13 км). Одначе на мапах генерального штабу колишнього СРСР (m-34-118, m-34-106) зазначено лише Уг[1] правий.